# NGC 571
NGC 571 este o galaxie spirală situată în constelația Peștii. A fost descoperită în 1 octombrie 1864 de către Albert Marth.